# カルロス・ディオゴ
カルロス・アンドレス・ディオゴ・エンセニャート（Carlos Andrés Diogo Enceñat, 1983年7月18日 - ）は、ウルグアイ出身の元同国代表サッカー選手。ポジションはディフェンダー（右サイドバック）、ミッドフィールダー（右サイドハーフ）。
父のビクトール・ディオゴもかつてサッカー選手であり、CAペニャロールやブラジルのクラブでプレーした。

## 経歴

### クラブ

#### 初期の経歴
ウルグアイのCAリーベル・プレートからデビューし、2004年にCAペニャロールに在籍した後の2004-05シーズンはアルゼンチンのCAリーベル・プレートに在籍した。

#### レアル・マドリード
2005年夏、同郷のパブロ・ガルシアとともにスペイン・リーガ・エスパニョーラのレアル・マドリードと契約したが、出場機会にはあまり恵まれなかった。2006年8月23日、レアル・サラゴサにレンタル移籍した。2007年1月6日のセビージャFCとの試合終盤、ディオゴはブラジル代表FWルイス・ファビアーノの手を踏みつけ、その後彼を侮辱したとされるが、この行為にファビアーノが怒ってディオゴの首根っこを掴んだ。乱闘寸前となり、両者に5試合の出場停止処分が下された。

#### レアル・サラゴサ
2007年8月、レアル・サラゴサに完全移籍。移籍金は400万ユーロを支払う交渉がなされていたが、結局300万ユーロに落ち着き、契約にはトップクラスのチームが彼の獲得を目指した場合のみ、この全額の払い戻しが可能となるという条項が付けられた。2007-08シーズン終了後、チームはセグンダ・ディビシオン（2部）に降格したが、ディオゴは膝の負傷により2008-09シーズンを丸々棒に振った。2009年4月には2度目の手術を受け、さらに8ヶ月をリハビリ生活に費やした。2008-09シーズン終了後にプリメーラ・ディビシオン（1部）に返り咲き、2009年12月12日のアスレティック・ビルバオ戦 (1-2) で復帰すると得点も決めてみせた。2009-10シーズンは15試合に出場し、2010年3月13日のバレンシアCF戦 (3-0) でも得点した。2010-11シーズンは万全なコンディションに戻り、リーグ戦全試合に先発出場した。契約延長交渉がうまくいかず、2011年7月にサラゴサを離れた。

#### CSKAソフィア
2012年1月中旬にブルガリアのPFC CSKAソフィアと契約したが、そのわずか15日後に契約を解除してクラブを離れた。

#### KAAヘント
2013年6月26日、ジュピラー・プロ・リーグのKAAヘントに1年契約で移籍した。2014年1月31日、クラブとの契約を解除し退団した。

#### レアル・サラゴサ復帰
2014年8月12日、同郷のレアンドロ・カブレラと共にレアル・サラゴサに加入した。

### 代表
2003年3月28日、日本の国立霞ヶ丘競技場陸上競技場で行われた日本との親善試合 (2-2) でウルグアイ代表デビューした。コパ・アメリカに2回 (2004・2007) 出場している。